# Théorie des compléments

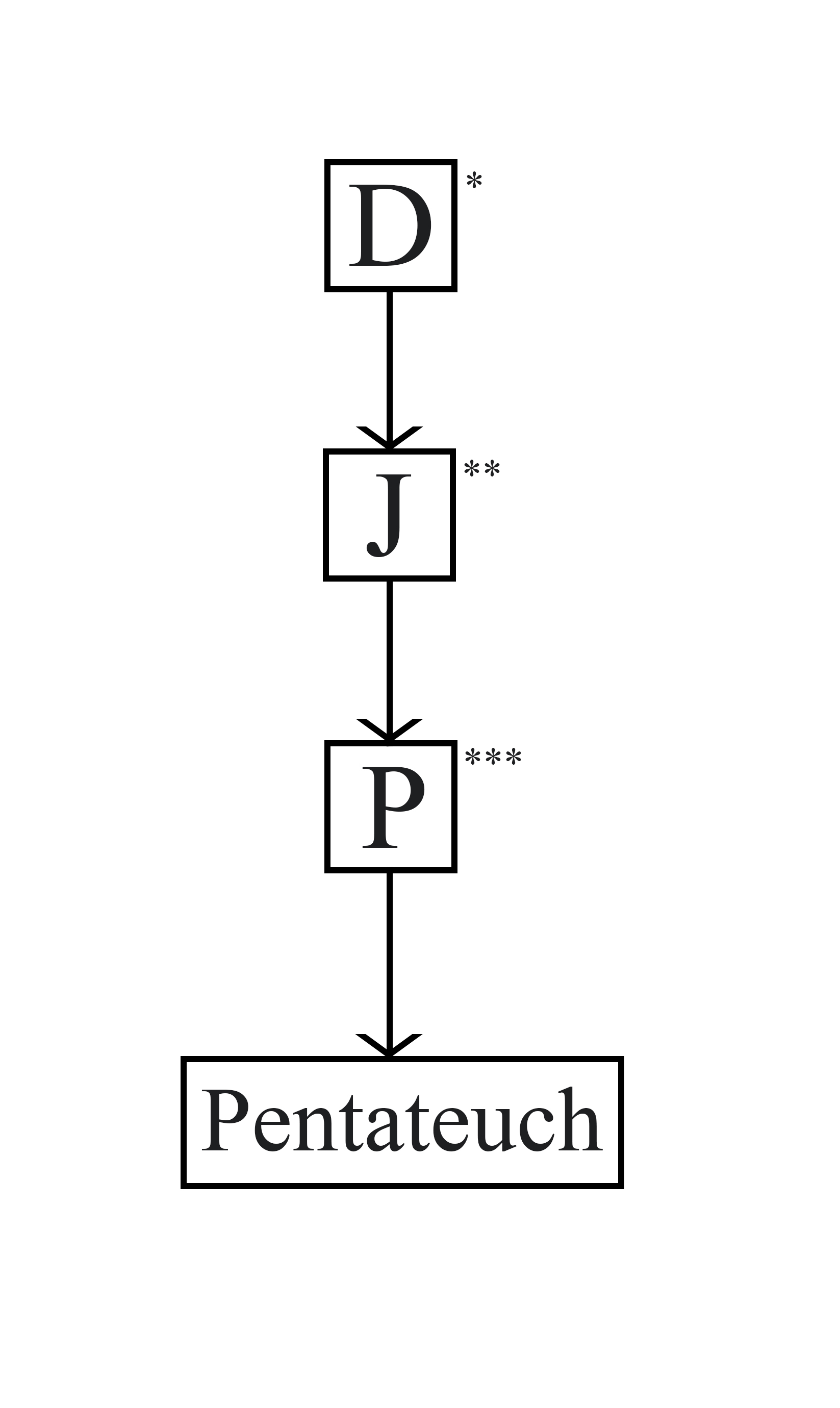
Schéma de la série des sources du Pentateuque telle que proposée par l'hypothèse complémentaire.

La théorie des compléments, ou hypothèse des compléments, est un modèle utilisé en exégèse biblique depuis le XIXe siècle pour rendre compte de la formation des textes de la Bible et de leur date probable de composition. 

## Présentation
L'hypothèse des compléments postule que les éditeurs des textes bibliques font œuvre de création et d'interprétation : un même document originel, dans la Bible, peut avoir subi diverses interpolations au fil du temps. Sa méthode d'approche est la Redaktionsgeschichte.
Cette théorie est antérieure au système de Graf-Wellhausen, qui l'a supplantée jusqu'aux années 1970 en ce qui concerne l'exégèse de l'Ancien Testament. Depuis les années 1980, cependant, elle est de nouveau prise en considération par les chercheurs, associée à la théorie des fragments de Friedrich Schleiermacher, qu'elle complète. Elle rend compte des convergences textuelles, l'hypothèse d'un document initial étant à même de justifier l'unité structurelle et thématique pendant que la théorie des fragments explique la diversité des styles.
Son renouveau est principalement dû à la publication quasi simultanée, dans les années 1970, des travaux de John Van Seters, Rolf Rendtorff et Hans Heinrich Schmid.